# Иванка Могилска
Иванка Могилска е българска писателка и поетеса.

## Биография
Родена е на 5 юни 1981 година. Завършва режисура за драматичен театър в НАТФИЗ „Кръстьо Сарафов“ и връзки с обществеността в Софийския университет „Св. Климент Охридски“.

## Творчество
През 2004 г. издателство „Жанет 45“ издава първата ѝ книга - стихосбирката „ДНК“. През 2007 г. от печат, отново от издателство „Жанет 45“, излиза втората ѝ книга - романът „Места за загубване“, с който Иванка Могилска участва в срещата на европейските романисти дебютанти по време на Международния фестивал на книгата в Будапеща през 2008 година.
В края на 2010 г. „Жанет 45“ издава третата книга на Иванка Могилска - стихосбирката „Иначе казано“. По текстове от „ДНК“ и „Иначе казано“ Иванка заедно с Албена Баева създават интерактивния пърформанс „ДНК на думите“, който е представян многократно из цяла България, както и в Германия.
В края на 2013 г. „Жанет 45“ издава четвъртата книга на Иванка Могилска - романа „Внезапни улици“. По романа Иванка и Албена Баева създават пърформанса „Внезапни улици“. Албена Баева създава и кратък филм по книгата. Иванка Могилска е и копирайтър на свободна практика.  Тя създава блог, в който дава съвети на свои колеги.
През 2017 г. е публикуван сборник на Иванка с кратки разкази - „Тая земя, оная земя“. През 2022 г. е публикувана книгата на Могилска с детски приказки - „Шарени сапунени балони“.

## Награди
С първата си книга – стихосбирката „ДНК“, Иванка Могилска печели наградата „Южна пролет“ през 2005 г.
С третата си книга – стихосбирката „Иначе казано“, печели националната литературна награда „Владимир Башев“ през 2012 г. 